# Grand Prix-wegrace van de DDR 1972
De Grand Prix-wegrace van de DDR 1972 was de negende race van het wereldkampioenschap wegrace-seizoen 1972. De races werden verreden op 9 juli op de Sachsenring nabij Hohenstein-Ernstthal (Saksen).

## Algemeen
Na afloop van de GP van de DDR werd duidelijk dat deze in 1973 van de kalender zou verdwijnen. De Oost-Duitse MZ's konden geen vuist meer maken, maar vooral de populariteit van West-Duitse rijders, Dieter Braun voorop, was de Oost-Duitse autoriteiten een doorn in het oog. In 1973 zou men een "uitnodigingsrace" voor geselecteerde rijders organiseren. Het was duidelijk dat die selectie voornamelijk zou bestaan uit coureurs uit de marxistisch-leninistische staten. In feite was dat in 1972 ook al voor een deel waar: er verschenen rijders uit de Sovjet-Unie en zelfs uit Cuba, die men normaal nooit in GP's zag. Tijdens het jaarlijkse FIM-congres werden de Grand Prix van de DDR en de Ulster Grand Prix van de kalender geschrapt.

## 500 cc
In de 500cc-race ging tot ieders verrassing Kim Newcombe met zijn König vier ronden lang aan de leiding. Daarna nam Giacomo Agostini het over om met een grote voorsprong te winnen. Newcombe werd slechts derde, want hij werd ook nog ingehaald door Rodney Gould met een tot 354 cc opgeboorde Yamaha TR 3.

### Uitslag 500 cc
| Pos | Coureur              | Merk              | Tijd         | Punten |
| --- | -------------------- | ----------------- | ------------ | ------ |
| 1   | Giacomo Agostini     | MV Agusta         | 1h 03' 36" 1 | 15     |
| 2   | Rodney Gould         | Yamaha            | +2' 34" 4    | 12     |
| 3   | Kim Newcombe         | König             | +2' 48" 7    | 10     |
| 4   | Bruno Kneubühler     | Yamaha            | +2' 49" 0    | 8      |
| 5   | Chas Mortimer        | Yamaha            | +1 ronde     | 6      |
| 6   | Bo Granath           | Husqvarna         | +1 ronde     | 5      |
| 7   | Alois Maxwald        | Rotax             | +1 ronde     | 4      |
| 8   | Piet van der Wal     | Kawasaki          | +2 ronden    | 3      |
| 9   | Arpád Juhos          | Métisse-Matchless | +3 ronden    | 2      |
| 10  | Josef Özelt          | Matchless         | +4 ronden    | 1      |
| 11  | Michael Schmid       | Yamaha            |              |        |
| DNF | Gyula Marsovszky     | Linto             |              |        |
| DNF | Karl Auer            | Kawasaki          |              |        |
| DNF | Kurt-Ivan Carlsson   | Yamaha            |              |        |
| DNF | Sven-Olof Gunnarsson | Kawasaki          |              |        |
| DNF | Eric Offenstadt      | Kawasaki          |              |        |
| DNF | Kai Kuparinen        | Kawasaki          |              |        |
| DNF | Keith Turner         | Suzuki            |              |        |
| DNF | Hans Braumandl       | Rotax             |              |        |

## 350 cc
In de 350cc-race viel Giacomo Agostini plotseling uit, maar Phil Read had nu ook een MV Agusta 350 4C viercilinder tot zijn beschikking en won met een nieuwe racerecord. Zijn snelste rondetijd was gelijk aan die van Agostini in de 500cc-race. Spanning was er verder niet: Renzo Pasolini werd tweede ver achter Read en ver voor derde man Dieter Braun.

### Uitslag 350 cc
| Pos | Coureur            | Merk      | Tijd      | Punten |
| --- | ------------------ | --------- | --------- | ------ |
| 1   | Phil Read          | MV Agusta | 54' 40" 6 | 15     |
| 2   | Renzo Pasolini     | Aermacchi | +19" 3    | 12     |
| 3   | Dieter Braun       | Yamaha    | +39" 2    | 10     |
| 4   | Silvio Grassetti   | MZ        | +2' 20" 7 | 8      |
| 5   | Teuvo Länsivuori   | Yamaha    | +2' 30" 8 | 6      |
| 6   | Marcel Ankoné      | Yamsel    | +2' 57" 5 | 5      |
| 7   | Bo Granath         | Yamaha    |           | 4      |
| 8   | Bruno Kneubühler   | Yamaha    |           | 3      |
| 9   | Kurt-Ivan Carlsson | Yamaha    |           | 2      |
| 10  | Seppo Kangasniemi  | Yamaha    |           | 1      |
| DNF | Giacomo Agostini   | MV Agusta |           |        |

## 250 cc
De overwinning van Dieter Braun in 1971 had tot een grote rel geleid, ook al omdat het Oost-Duitse publiek het West-Duitse volkslied voor hem had gezongen. 250.000 mensen wachtten op een herhaling van dat moment en Braun nam ook meteen de leiding in de race. Hij kon het echter niet bolwerken tegen Jarno Saarinen, Renzo Pasolini en Rodney Gould. Braun viel al snel uit met een oververhitte motor (er was op dat moment een hittegolf in de DDR) en de rest van de rijders lag te ver uit elkaar om er een spannende race van te maken. Saarinen won, Pasolini werd tweede en Gould werd derde.

### Uitslag 250 cc
| Pos | Coureur         | Merk      | Tijd       | Punten     |
| --- | --------------- | --------- | ---------- | ---------- |
| 1   | Jarno Saarinen  | Yamaha    | 46' 19" 2  | 15         |
| 2   | Renzo Pasolini  | Aermacchi | +11" 9     | 12         |
| 3   | Rodney Gould    | Yamaha    | +43" 7     | 10         |
| 4   | János Drapál    | Yamaha    | +2' 38" 7  | 8          |
| 5   | Kent Andersson  | Yamaha    | +2' 45" 8  | 6          |
| 6   | Bernd Tüngethal | MZ        |            | 5          |
| 7   | Géza Repitz     | MZ        |            | 4          |
| 8   | Arpád Juhos     | Yamaha    |            | 3          |
| 9   | Gert Bender     | Maico     |            | 2          |
| 10  | Reiner Richter  | MZ        |            | 1          |
| DNF | Dieter Braun    | SMZ       | hete motor | hete motor |

## 125 cc
In de 125cc-klasse op de Sachsenring viel Ángel Nieto op kop liggend uit. Daardoor ontstond een gevecht om de overwinning tussen Chas Mortimer en Börje Jansson. Mortimer leidde het eerste deel van de race, maar daarna nam Jansson het over en liep nog 7 seconden weg. Kent Andersson werd op ruime achterstand derde.

### Uitslag 125 cc
| Pos | Coureur            | Merk        | Tijd      | Punten |
| --- | ------------------ | ----------- | --------- | ------ |
| 1   | Börje Jansson      | Maico       | 39' 55" 6 | 15     |
| 2   | Chas Mortimer      | Yamaha      | +31" 1    | 12     |
| 3   | Kent Andersson     | Yamaha      | +58" 1    | 10     |
| 4   | Harald Bartol      | Suzuki      | +58" 6    | 8      |
| 5   | Jos Schurgers      | Bridgestone | +2' 01" 4 | 6      |
| 6   | Hartmut Bischoff   | MZ          | +2' 12" 6 | 5      |
| 7   | Ryszard Mankiewicz | MZ          |           | 4      |
| 8   | Bernd Köhler       | MZ          |           | 3      |
| 9   | Benigno Jull       | MZ          |           | 2      |
| 10  | Wolfgang Rösch     | MZ          |           | 1      |
| DNF | Ángel Nieto        | Derbi       |           |        |

## 50 cc
In de 50cc-race was Ángel Nieto een van de eerste uitvallers, maar kort na hem moest ook Jan de Vries zijn motor parkeren. Theo Timmer had tijdens de training weer veel problemen gehad met de onwillige Jamathi, maar in de race bleek de machine snel genoeg om aan de finish een voorsprong van 50 seconden over te houden op tweede man Hans-Jürgen Hummel (Kreidler). Otello Buscherini werd derde. Door het uitvallen van zowel Nieto als de Vries verdween een deel van de spanning om de eindstand in het WK. Nieto hoefde nog slechts één wedstrijd te winnen om wereldkampioen te worden.

### Uitslag 50 cc
| Pos | Coureur            | Merk              | Tijd              | Punten |
| --- | ------------------ | ----------------- | ----------------- | ------ |
| 1   | Theo Timmer        | Jamathi           | 26' 58" 1         | 15     |
| 2   | Hans-Jürgen Hummel | Kreidler          | +50" 8            | 12     |
| 3   | Otello Buscherini  | Malanca           | +1' 16" 8         | 10     |
| 4   | Jan Huberts        | Kreidler          | +1' 22" 7         | 8      |
| 5   | Luigi Rinaudo      | Tomos             | +2' 34" 4         | 6      |
| 6   | Ludwig Uhlig       | Zelfbouw          | +2' 45" 2         | 5      |
| 7   | Eduard Borisenko   | Riga              |                   | 4      |
| 8   | Aalt Toersen       | Kreidler          |                   | 3      |
| 9   | Gernot Weser       | Kreidler          |                   | 2      |
| 10  | Zbyněk Havrda      | AHRA              |                   | 1      |
| DNF | Ángel Nieto        | Derbi             |                   |        |
| DNF | Jan de Vries       | Van Veen-Kreidler | Van Veen-Kreidler |        |

1958 · 1959 · 1960 · 1961 · 1962 · 1963 · 1964 · 1965 · 1966 · 1967 · 1968 · 1969 · 1970 · 1971 · 1972 · 1973 · 1974 · 1975 · 1976 · 1977 · 1978 · 1979 · 1980 · 1981 · 1982 · 1983 · 1984 · 1985 · 1986 · 1987 · 1988 · 1989